# 博萨 (葡萄牙)
博萨（葡萄牙語：Bouça）是葡萄牙布拉干萨区的一个堂区。总面积13.57平方公里，总人口356人，人口密度26.2人/平方公里。